# Eugène Berloz
Nicolas Eugène Berloz (Hoei, 25 februari 1853 - Morlanwelz, 20 januari 1937) was een Belgisch socialistisch volksvertegenwoordiger en burgemeester.

## Levensloop
Berloz volgde middelbare studies aan de normaalschool van Hoei en werkte als onderwijzer in de Val-Saint-Lambertschool in industriestad Seraing. 
Hij werd aangetrokken door de ideeën van het socialisme en stichtte eind jaren 1870 een school voor volwassenen. Ook hielp hij een groep arbeiders met het oprichten van coöperatieve bakkerij, waarvan hij de voorzitter werd. In 1880 verliet Berloz Seraing en verhuisde hij naar Morlanwelz, waar hij als leraar een betrekking had gevonden in de gemeenteschool. In 1881 voegde hij zich bij de industriële school in Morlanwelz, opgericht door de industriële familie Warocqué, waar hij de middenschool leidde.
In Morlanwelz zette Berloz zijn socialistisch engagement verder en was hij betrokken bij de coöperatieve bakkerij Le Progrès en in de vrijdenkersbeweging. In 1893 was Berloz medeoprichter van de socialistische federatie van het arrondissement Thuin. Hetzelfde jaar werd het algemeen meervoudig stemrecht ingevoerd, hetgeen de socialisten in staat stelde om een parlementaire vertegenwoordiging uit te bouwen. Bij de verkiezingen van oktober 1894 was Berloz kandidaat voor de Belgische Werkliedenpartij in het arrondissement Thuin, maar het waren de liberalen die alle zetels in de kieskring binnenrijfden. Na het overlijden van Louis Cambier twee maanden later werd op 13 januari 1895 een tussentijdse verkiezing gehouden in het arrondissement, waarbij Berloz tot volksvertegenwoordiger werd gekozen. Hij zetelde in de Kamer tot in 1932. In de Kamer stond hij bekend als een gematigde socialist die goede betrekkingen onderhield met de liberale gekozenen.
Berloz werd ook actief in de lokale politiek; van 1895 tot 1903 en van 1910 tot 1932 was hij gemeenteraadslid van Morlanwelz, waar hij van 1917 tot 1921 schepen en van 1921 tot 1932 burgemeester was. Bij de gemeenteraadsverkiezingen van 1932 werd Berloz wegens zijn hoge leeftijd opzijgeschoven als kandidaat. Hij kwam vervolgens op met een scheurlijst, maar werd niet verkozen.
In 1899 was Berloz eveneens oprichter van de coöperatieve drukkerij van Morlanwelz, die onder andere het socialistische blad L’Éclaireur socialiste drukte, en hij was ook betrokken bij de oprichting van een volkshuis en de werkzaamheden van het comité ter bescherming van ouderdomspensioenen van arbeiders. Tijdens de Eerste Wereldoorlog maakte hij deel uit van de Henegouwse afdeling van het Nationaal Hulp- en Voedingskomiteit.
Daarnaast was Eugène Berloz een militant van de Waalse Beweging. In 1912 nam hij deel aan de oprichting van de Assemblée wallonne, waar hij zetelde van 1927 tot aan zijn dood in 1937.